# Chaetocnema densa
Chaetocnema densa är en skalbaggsart som beskrevs av R. White 1996. Chaetocnema densa ingår i släktet Chaetocnema och familjen bladbaggar. Inga underarter finns listade i Catalogue of Life.